# Casa A. Berding
La casa A. Berding es una edificación histórica de estilo gótico carpintero victoriano ubicada en 455 Ocean Avenue, Ferndale (California), Estados Unidos. Fue construida por el comerciante pionero Arnold Berding en 1875. Figura en el Registro Nacional de Lugares Históricos desde 1983.

## Historia
Nacido en Alemania en 1826, Berding llegó al condado de Humboldt por una ruta peligrosa que incluía San Francisco y los campamentos mineros de la Fiebre del oro de California. En 1857 llegó a Humboldt y abrió una tienda, un hotel y una oficina de correos en el pueblo de Centerville, Humboldt County, California, donde Abraham Lincoln lo nombró el primer y único jefe de correos de Centerville. En enero de 1860, poco después de que las víctimas del naufragio del Northerner fueran enterradas en una fosa común marcada por Centerville Beach Cross, los restos del naufragio se vendieron en una subasta en la tienda Centerville de Berding. Después de vender los negocios de Centerville, Berding pasó un corto tiempo en Oregón, regresó a Ferndale en 1866 y abrió la primera tienda de mercancías en la ciudad.
La casa se agregó al Registro Nacional de Lugares Históricos el 4 de enero de 1983. Arnold y Mary Berding compraron gran parte de los muebles y el salón se empapeló y pintó por última vez en 1889 para una boda.

## Arquitectura
Esta propiedad posee aproximadamente 3000 pies cuadrados de espacios. Es de un piso y medio, con múltiples frontones que van por encima de la línea del techo, con aleros decorados. Es de madera, con revestimientos y levantada dos años después de su construcción; reposa sobre un gran cimiento cubierto de concreto. La fachada principal de la casa posee un hastial, con una ventana arqueada compuesta de cuatro paneles. En la parte superior se encuentra una bahía de cuatro ventanas con techo plano. Históricamente, la bahía y los porches del techo tenían barandillas pero fueron removidos debido a goteras en la parte superior del techo. La parte del porche de la azotea presenta decoraciones; la ventana del piso superior está arqueada.